# Grote Prijs Jef Scherens 2024
Il Grote Prijs Jef Scherens 2024, cinquantasettesima edizione della corsa e valida come prova dell'UCI Europe Tour 2024 categoria 1.1, si svolse il 15 agosto 2024 su un percorso di 192,7 km, con partenza e arrivo a Lovanio, in Belgio. La vittoria fu appannaggio del norvegese Markus Hoelgaard, il quale completò il percorso in 4h28'42", alla media di 43,029 km/h, precedendo l'olandese Mike Teunissen e il belga Milan Menten.
Sul traguardo di Lovanio 89 ciclisti, dei 148 partiti dalla medesima località, portarono a termine la competizione.

## Squadre e corridori partecipanti
| N.      | Cod. | Squadra                 |
| ------- | ---- | ----------------------- |
| 1-7     | LTD  | Lotto Dstny             |
| 11-17   | ADC  | Alpecin-Deceuninck      |
| 21-27   | ARK  | Arkéa-B&B Hotels        |
| 31-37   | IWA  | Intermarché-Wanty       |
| 41-47   | SOQ  | Soudal Quick-Step       |
| 51-57   | TFB  | Team Flanders-Baloise   |
| 61-67   | BWB  | Bingoal WB              |
| 71-77   | UXM  | Uno-X Mobility          |
| 81-87   | IPT  | Israel-Premier Tech     |
| 91-97   | TDT  | TDT-Unibet Cycling Team |
| 101-106 | TEN  | TotalEnergies           |

| N.      | Cod. | Squadra                       |
| ------- | ---- | ----------------------------- |
| 111-117 | BTL  | Baloise Trek Lions            |
| 121-127 | DHM  | Deschacht-Group Hens          |
| 131-137 | BCY  | Beat Cycling Team             |
| 141-147 | HBJ  | Hagens Berman Jayco           |
| 151-157 | MET  | Metec-Solarwatt p/b Mantel    |
| 162-167 | PWB  | Philippe Wagner–Bazin         |
| 171-177 | TIS  | Tarteletto-Isorex             |
| 181-187 | VWE  | VolkerWessels Cycling Team    |
| 191-197 | LKH  | Team Lotto Kern-Haus PSD Bank |
| 201-207 | NST  | Novapor Speedbike Team        |
| 211-217 | VLD  | Team Visma-Lease a Bike Dev.  |

## Ordine d'arrivo (Top 10)
| Pos. | Corridore         | Squadra       | Tempo    |
| ---- | ----------------- | ------------- | -------- |
| 1    | Markus Hoelgaard  | Uno-X         | 4h28'42" |
| 2    | Mike Teunissen    | Intermarché   | a 11"    |
| 3    | Milan Menten      | Cofidis       | a 21"    |
| 4    | Tom Van Asbroeck  | Israel        | s.t.     |
| 5    | Emilien Jeannière | TotalEnergies | s.t.     |
| 6    | Luke Lamperti     | Soudal        | s.t.     |
| 7    | Laurenz Rex       | Intermarché   | s.t.     |
| 8    | Jonas Abrahamsen  | Uno-X         | s.t.     |
| 9    | Cédric Beullens   | Lotto         | a 25"    |
| 10   | Arnaud Démare     | Arkéa         | a 26"    |